# The Silent Comedy
The Silent Comedy sono un gruppo musicale statunitense proveniente da San Diego.

## Storia
Il gruppo viene fondato a San Diego, California dai due fratelli Joshua e Jeremiah Zimmerman. 
Nel Settembre 2010, il loro album Common Faults vince il San Diego Music Adward per il Miglior Album Pop. 
Le loro canzoni "Bartholomew" e "All Saints Day" sono state utilizzate per dei trailer promozionali del videogioco Dark Souls.
La canzone "Bartholomew" fu inoltre iserita nella miniserie Hatfields & McCoys, la serie tv The Originals e per il promo della terza serie di Strike Back.
Un'altra loro canzone, Blood on the Rails venne utilizzata per trailer e pubblicità nel canale History Channel.
L'EP Friends Divide è stato prodotto da Chris "Frenchie" Smith

## Performance
Prima e dopo i loro spettacoli, The Silent Comedy sono stati accompagnati spesso dai loro fan in serate di bevute e discussioni. Hugo Mintz ha scritto che The Silent Comedy "ha colpito come la risposta americana leggermente più pesante e interessante del gruppo inglese Mumford & Sons, utilizzando un suono diverso e coinvolgente".

## Formazione
- Joshua Zimmerman
- Jeremiah Zimmerman
- Chad Lee
- Justin Buchanan

## Discografia

### Album
- Sunset Stables, 2007
- Common Faults, 2010

### EP
- The Silent Comedy, 2008
- Cruelty & Clemency, 2011
- Friends Divide, 2013